# Angyal Pál (jogász)
Síkabonyi Angyal Pál (Pécs, 1873. július 12. – Budapest, 1949. január 18.) büntetőjogász, egyetemi tanár, a Magyar Tudományos Akadémia tagja, Angyal Pál főszolgabíró unokája, Angyal Pál kúriai bíró fia.

## Élete, családja
Családja az ősrégi magyar nemesi családok közé tartozik, amelynek nyomai 1327-ig vezetnek vissza.
Nagyapja, síkabonyi Angyal Pál Baranya vármegye főjegyzője, Pécs 1848-as, 1867-es országgyűlési képviselője. Azonos nevű apja jogi pályán működött Pécsett, kúriai bírói rangban ment nyugdíjba.
Pakson 1897. július 11-én esküdött hűséget Késmárky Iván ügyvéd és Németh Terézia leányának, Irénnek. Felesége késmárki Késmárky Irén, négy gyermeknek adott életet.Bátyja, Béla, pécsi királyi közjegyző, a közjegyzői kamara elnöke, felsőházi tag, kormányfőtanácsos.
Budapesten hunyt el 1949. január 18-án, a Farkasréti temetőben nyugszik.

## Tanulmányai, munkássága
Középiskolai és főiskolai tanulmányait Pécsett végezte kitűnő eredménnyel. 1895-ben a Budapesti Tudományegyetemen jogi és államtudományi doktori fokozatot szerzett. Ez évtől Baranya vármegye tiszti ügyészségénél joggyakornok, majd 1897. január 1-jétől a pécsi felsőkereskedelmi iskolában nemzetgazdaságtant, valamint kereskedelmi- és váltójogot tanított.
Jogi oktatói tevékenységét 1898-ban kezdte meg egykori iskolájában, a pécsi püspöki joglíceumban, ahol 1912-ig büntetőjogot és jogbölcseletet oktatott. 1900-tól a Budapesti Tudományegyetemen a büntetőjog és a bűnvádi eljárás magántanára, 1912. március 7-től 1944-ig ugyanott a büntetőjog rendes, 1914-től a jogbölcsészet jogosított tanára.
1920 és 1925 között felkért előadóként a Műegyetemen általános jogismereteket tanított, magán- és büntetőjogi, valamint nemzetközi jogi tárgykörből tartott előadásokat. 1920-tól 1922-ig a jog- és államtudományi kar dékánja, 1933-34-ben az egyetem rektora volt. 1944. szeptember elsején professzorként vonult nyugállományba. Negyvenhat éven át oktatott, saját feljegyzései szerint összes megtartott előadásai száma 11 ezren felül volt, hallgatói száma pedig megközelítette a hatvanezret.
1902-től büntetőjogi törvényjavaslatokat készített elő, véleményezte a törvénytervezeteket, rendeleteket. Részt vett az 1913. évi XXI. törvénycikk (A közveszélyes munkakerülőkről) kidolgozásában. 1916-ban az igazságügy-miniszter megbízásából dr. Degré Miklóssal és dr. Finkey Ferenccel elkészítették a büntető törvénykönyv tervezetét.
Mint büntetőjogász, a klasszikus büntetőjogi iskola híve volt. Több országban tanulmányozta a börtönügyet és a fiatalkorúak bíróságait. Kezdeményezte a Patronage Egyesületek Országos Szövetségének megalakulását. 1908-ban Pécsett, majd országosan is megszervezte az ún. patronázsügyet. (A patronázs-egylet feladata a fogházlátogatáson túl a büntetést szenvedő családjának erkölcsi és anyagi támogatása, munkaalkalmak és munkaeszközök biztosítása.)
1909-ben a Magyar Tudományos Akadémia levelező tagja, 1930-ban rendes tagja lett. 1916-tól a Szent István Akadémia rendes tagja, 1944-ben alelnöke. 1920-tól a Magyar Jogászegylet  büntetőjogi szakosztályának elnöke, 1939 és 1944 között a Magyar Jogászegylet elnöke.
A 20. század egyik legkiemelkedőbb büntetőjogásza volt. Alapos, rendszerező kommentárjaival és tankönyveivel minden jogász számára letisztult elméleti alapokat nyújtott. Főként büntetőjogi és szociálpolitikai cikkeket írt. Büntetőjogi tankönyveit évtizedekig használták. Az 1937-ben Izsák Gyulával kiadott büntető törvénykönyv magyarázatos kiadásai a gyakorlatban nélkülözhetetlennek bizonyultak. Szerkesztője volt többféle kiadványnak: 1908–1911 között a Pécs-Baranyai Múzeum Egyesület Értesítőjének, 1913–1919 között a Bünügyi Szemlének, 1913–1915 között a Büntetőjog Tárának, 1916 és 1944 között az Angyal-szeminárium kiadványainak, 1920 és 1923 közt az Ecclesianak, 1920 és 1944 között a Magyar Jogi Szemlének és a Magyar Jogi Szemle Könyvtárának. Munkatársa volt a Révai Nagy Lexikon 11–21. kötetének, a Napkelet Lexikonnak, a Gutenberg Lexikonnak, a Katolikus Lexikonnak és az Új Idők Lexikonának.
1938-ban professzori működésének 40. évfordulójára munkatársai megszerkesztették az Angyal Pál breviárium című kötetet, mellyel céljuk az volt, hogy a szaktudomány körén kívül is megismertessék, közkinccsé tegyék Angyal Pál általános értékű gondolatait. A kötethez tartozó 48 oldalas bibliográfia is mutatja, hogy az oktatási munka mellett milyen hatalmas publikációs tevékenységet végzett a jogtudós.
1943. február 5-én a kormányzó kinevezte a felsőház élethossziglani tagjává. Beválasztották az Igazságügyi, a Közjogi, az Igazoló, és a Mentelmi bizottságba, és tagja lett az Országos Legfőbb Fegyelmi Bíróságnak is. Többször volt mentelmi ügynek előadója, valamint a később törvényre emelt 1944.évi VI. törvény (A nemzeti gazdálkodás rendjét zavaró egyes cselekmények szigorúbb büntetéséről) kidolgozója és előadója.
1944-ben kiadott emlékirata (Emlékeimből címmel) személyes érzéseit, gondolatait tartalmazza életének jelentős eseményeiről, és emellett hiteles képet rajzol a 20. század első felének értelmiségi, polgári világáról. Budapesten hunyt el 1949. január 18-án, a Farkasréti temetőben nyugszik.

## Díjai, kitüntetései
- 1911 – Királyi tanácsosi cím
- 1917 – Udvari tanácsosi cím
- 1934 – Nagy Szent Gergely pápa lovagrendjének parancsnoka
- 1934 – Magyar Érdemrend középkeresztje
- 1941 – Corvin-koszorú[6]
- 1944 – Finn Tudományos Akadémia tiszteletbeli tagja

## Főbb művei
- A munkamegosztás. (Budapest, 1898)
- A személyi bűnpártolás : tanulmány. Budapest : Politzer, 1900. 232 p.
- Az istenkáromlás : tanulmány. Pécs : Püspöki Lyceumi Ny, 1902. 135, [1] p.
- A személyes tulajdonságok és körülmények tana. (Budapest, 1902)
- A biztosíték mellett való szabadlábra helyezés. Budapest: Singer és Wolfner, 1903. 138 p.
- A tömeg bűntettei (Bp., 1903)
- A véletlenség és a kísérlet. (Bp., 1903)
- A tömeg bűntettei. (Bp., 1905)
- Büntetőjog és büntető eljárás. (Bp., 1905)
- A letartóztatottak családtagjainak támogatása. (Bp., 1907)
- Vélemény a büntetőnovella tervezetéről. (Bp., 1907)
- A titok védelme anyagi és alaki büntetőjogunkban. Budapest : Athenaeum, 1908. 172 p.
- A magyar büntetőjog tankönyve. I–II. (Budapest: Athenaeum, 1909-1912.) 1. kötet 591 p. 2. kötet 272 p.
- Visszalépés a kísérlettől, eredményelháritás és jóvátétel  Akadémiai székfoglaló. (Elhangzott: 1909. dec. 6.; megjelent: Értekezések a társadalomtudományok köréből. 14. köt. 4. Bp., 1910; kivonatosan: Akadémiai Értesítő, 1910)
- Fiatalkorúak és büntetőnovella. (Pécs, 1911; 2. bőv. kiad. Bp., 1912)
- Fiatalkorúak és büntetőnovella. Budapest : Athenaeum, 1912. VIII, 160 p.
- Ünnepi dolgozatok Concha Győző egyetemi tanársága negyvenéves emlékére. Budapest: Franlkin, 1912. 345 p.
- A fiatalkorúakra vonatkozó büntető jogszabályok magyarázata. Budapest : Politzer, 1911-1912. 2 db  1. kötet 241 p. 2. kötet 216 p.
- Büntetőjogunk átalakulása. (Bp., 1913)
- A választói jog büntetőjogi védelméről szóló 1913. XXIII. törvénycikk és a király megsértéséről és a királyság intézményének megtámadásáról szóló 1913. XXXIV. törvénycikk. Pécs : Wessely és Horváth, 1914. 83 p.
- A hadviselés érdekei ellen elkövetett bűncselekmények. (Pécs, 1915; 2. kiad. 1916)
- A magyar büntetőeljárásjog tankönyve. I–II. (Bp., 1915– 1917)  1. kötet 415 p. 2. kötet 400 p.
- A háború hatása büntetőjogunkra. (Bp., 1916)
- A visszaható erő az anyagi büntetőjogban (Bp., 1916)
- A visszaható erő az anyagi büntetőjogban. Budapest : Akadémia, 1916. 84 p.
- Anyagi és alaki büntetőjog I–II.: az érvényben lévő törvényekben foglalt büntetőjogi szabályok összeállítása a iudikatura feltüntetésével. Egyúttal mutató a Büntetőjog Tára 1–68. kötetéhez. Pécs: Bünügyi Szemle, 1917. 1469 p. Degré Miklóssal. (Pécs, 1917) 1. kötet. – VII, 954 p. 2. kötet. – VIII, 515 p.
- Jogbölcsészet. Pécs : Dunántúl, 1918. VI, 311 p.
- A szociológia vázlata. (Pécs, 1922; 2. kiad. Szociológia címen. 1924)
- A bölcseleti jog jegyzete, utóbb: A jogbölcsészet alaptételei. 5. kiadás. Budapest: Politzer, [1926]. 121 p.
- A magyar büntetőjog kézikönyve. I–XXI. (Bp., 1927–1944)
- Tanulmányok és beszédek a szociológia és a büntetőjog köréből. 1922–1927. Pallas, 1927. VIII, 189 p.
- Anyagi és alaki büntetőjog (I–II. Degré Miklóssal és Zehery Lajossal, Bp., 1927)
- A becsület védelméről szóló 1914:XLI. t.c. Budapest: Athenaeum, 1928. 120 p.
- Az ember élete elleni bűncselekmények és a párviadal. Budapest : Athenaeum, 1928. 120 p.
- A testi sértés és a közegészség elleni bűntettek és vétségek. Budapest : Athenaeum, 1928. XV, 100 p.
- Az állami és társadalmi rend hatályosabb védelméről szóló 1921:III. t.c.. Budapest : Athenaeum, [1929]. XIII, [3], 148 p.
- Okirathamisítás. Budapest : Athenaeum, 1929. XX, 186 p.
- Személyes szabadság megsértése. Budapest : Athenaeum, 1929. 152 p.
- A valóság-bizonyítás problémájának erkölcsi jelentősége. Budapest : Árpád Ny., 1929. 23 p.
- Felségsértés. Királysértés. Hűtlenség. Lázadás. Hatóságok büntetőjogi védelme. Budapest : Athenaeum, 1930. XX, 143 p.
- A közigazgatásellenesség büntetőjogi értékelése. Budapest: Magyar Tudományos Akadémia, 1931. 62 p. Akadémiai székfoglaló. (Elhangzott: 1930. dec. 9.; Értekezések a filozófiai és társadalmi tudományok köréből. 3. köt. 12. Bp., 1931)
- A közigazgatásellenesség büntetőjogi értékelése (Bp., 1931)
- Adócsalás. Budapest : Athenaeum, [1931]. XX, 137 p.
- Izgatás. Budapest : Athenaeum, 1931. XXVII, 164 p.
- Die Strafe der öffentlichen Meinung. Budapest : Pallas, 1933. 13 p.
- A közvélemény-büntetés. (Budapest: Magyar Tudományos akadémia, 1933. 123 p.
- Az egyetemi büntető jurisdictio : székfoglaló beszéd, melyet a K. M. Pázmány Péter Tudományegyetem 1933. október 2-i tanévmegynitó ünnepén tartott Sikabonyi Angyal Pál. Budapest : Királyi Magyar Egyetemi Nyomda, 1933. 107 p.
- A lopás. Budapest: Athenaeum, 1933. 154 p.
- A büntetés kiszabása bírói gyakorlatunkban. Rácz Györggyel. (Bp., 1934)
- Az egyetemi bíróság előtt tárgyalt büntetőperek : ünnepi beszéd, melyet a K. M. Pázmány Péter Tudományegyetemen alapításának 299. és újjáalakításának 154. évfordulója alkalmából 1934. május 14-én tartott Angyal Pál. Budapest : Királyi Magyar Egyetemi Nyomda, 1934. 50 p.
- Az egyetemi per katolikus vonatkozásai. Budapest : Szerző, 1934. 7, [1] p.
- A magyar anyagi büntetőjog hatályos jogszabályai. Budapest: Grill, 1934. 546 p. Rácz Györggyel.
- A magyar bűnvádi perrendtartás szabályai. Budapest : Grill, 1934. XVI, 463 p.
- A német nemzeti-szocialista büntetőjog. Kecskemét : Hírlap Ny., 1934. 37 p.
- A rablás és zsarolás. Budapest : Athenaeum, 1934. XIX, 134 p.
- Angyal Pál kiegészítő jogi véleménye Dréhr Imre bűnügyében a m. kir. Kúria által hozott, a Tábla ítéletét megsemmisítő végzés és a lefolytatott új bizonyítás alapján / Angyal Pál. Budapest : Athenaeum, 1935. 14 p.
- Vagyonrongálás és gyújtogatás. Budapest : Athenaeum, 1935. XXIV, 178 p.
- A bérbeadó törvényes zálogjogának büntetőjogi védelme. Pécs: Dunántúl Pécsi Egyetemi Könyvkiadó, 1936. 9 p.
- A negatív eugenikai irány büntetőjogi vonatkozásai. Budapest : Kisfaludy L. Ny., 1936. 8 p.
- Sikkasztás, jogtalan elsajátítás, orgazdaság és bűnpártolás. Budapest : Attila Ny., 1936. 224 p.
- Szent Mór korabeli jogállapotok. Pécs : Szerző, 1936. 17 p.
- Büntetőtörvénykönyv a bűntettekről és vétségekről. Isaák Gyulával. (Bp., 1937)
- A büntetés kiszabása bírói gyakorlatunkban. Az enyhítő és súlyosbító körülmények rendszeres feldolgozásban. Budapest: Attila Ny., 1937. 396 p.
- A criminál-biológiai személyiség kutatása és az igazságszolgáltatás. Budapest: Attila Ny., 1937. 11 p.
- Jus disputandi et jus defendendi : bv. 17. §.. Szeged : Városi Ny., 1937. 19 p.
- Régi tanárok, régi hallgatók. Pécs : Dunántúl Ny., 1937. 12 p.
- A szemérem elleni bűntettek és vétségek. Budapest : Attila Ny, 1937. XXXII, 190 p.
- A tragikum és a büntetőjog. Budapest : Franklin, 1937. 281-312. p.
- A hűtlen kezelés bűncselekményével kapcsolatos magánjogi kérdések. Győr: Hírlap Ny. 1938. 7 p.
- Breviárium. Budapest : Attila Ny., 1938. 239, [1] p.
- A dolog-fogalom a büntetőjogban. Budapest: Grill K., 1939. 11 p.
- A csalás. Budapest: Attila Ny., 1939. 166 p.
- Elnöki székfoglaló : elmondotta a Magyar Jogászegylet 1939. évi április hó 22. napján tartott elnökválasztó rendkívüli közgyűlésén. Budapest : Attila Ny., 1939. 16 p.
- Fajvédelem és büntetőjog. Budapest : Attila Ny., 1939. 14 p.
- Bevezetés a jog- és államtudományokba. Budapest : Arany János Rt., 1940. 54 p.
- Pénzhamisítás. Hamis tanuzás és hamis eskü. Hamis vád. Budapest : Attila Ny, 1940. 269 p.
- A sértett érdekeinek szolgálata az anyagi büntetőjogban. Budapest : Attila Ny., 1940. 12 p.
- Truffa processuale. Citta di Castello : Tip. "Leonardo da Vinci, 1940. 58 p.
- I. Endre és Szent László büntetőtörvényei. (Bp., 1941)
- A beszámíthatóság, felelősség és bűnösség. Budapest: Stephaneum, 1941. 7. p.
- A biztonsági intézkedések reformkérdései. Budapest: Attila Ny., 1941. 19 p.
- A büntetőjog fejlődése Kálmán uralkodása idejében. Budapest: Stephaneum Ny., 1941. 14 p.
- A kihágási büntető törvénykönyv (1879 : XL. törvénycikk), a büntető törvénykönyveket életbeléptető rendelkezések (1880 : XXXVII. törvénycikk), a sajtótörvény (1914 : XIV. törvénycikk), és a bűntettet, vétséget vagy kihágást megállapító külön törvények. 4. kiadás. Budapest: Grill, 1941. 1020 p.
- A magyar anyagi büntetőjog hatályos jogszabályai. Budapest, Grill, 1941. 762 p.
- Bűnvádi perrendtartás. Melléktörvényekkel, az újabb eljárási törvények részletes magyarázatával, rendeletekkel, joggyakorlattal, jegyzetekkel és utalásokkal. 9. kiadás. Budapest: Grill, 1941. 830 p.
- Gépkocsi balesetek és az alkohol. Budapest : Hungária Ny., 1941. 9, [1] p.
- A hadviselés érdekei ellen elkövetett bűncselekmények. Budapest: Széchenyi Irodalmi és Művészeti Rt., [1941] 228 p.
- Jogtörténeti adalékok a veszély büntetőjogi értéktanához. Budapest : Attila Ny., 1941. 32 p.
- Büntető törvénykönyv a bűntettekről és vétségekről. 1878. évi V. törvénycikk jegyzetekkel, utalásokkal és joggyakorlatokkal. 4. kiadás. Budapest: Grill, 1941. 725 p.
- A bűnös szándék és bűnös gondatlanság értékviszonya. Budapest: Attila Ny., 1942. 12 p.
- A honvédelmi törvényben és novellájában meghatározott bűncselekmények. Budapest: Attila Ny., 1942. 180 p.
- A kézügyességgel elkövetett lopások. Budapest: Hungária, 1942. 11 p.
- A magyar büntető eljárásjog. 8. kiadás. Budapest: Stachora K. Ny., 1942. 115 p.
- A veszélyes hírkeltés. Budapest : Attila-Ny. Rt., 1942. 86 p.
- A veszélyfogalom a büntetőjogban (Bp., 1942)
- A család büntetőjogi védelme. Budapest: Dunántúli Pécsi Egyet. K., 1943. 10 p.
- A hadviselés elleni bűntettek. (Bp., 1943)
- A joghézag problematikája a büntetőjogban. Budapest: MTA, 1942. 27 p.
- A joghézag problematikája a büntetőjogban (Bp., 1942)
- A magyar bűnvádi perrendtartás hatályos jogszabályai. Budapest: Grill, 1942. 462 p.
- A magyar bűnvádi eljárásjog. (Bp., 1942)
- Az uzsora és a hitelsértés. Budapest : Attila Ny, 1942. XXIII, 169 p.
- A magyar büntetőjog tankönyve. 9. kiadás. Budapest: Stachora K. Ny., 1943.  1. kötet 156 p. 2. kötet 169 p.
- A magyar büntető eljárásjog. 9. kiadás. Budapest: [s.n.] 1943. 115 p.
- A nő büntetőjogi értékelése : előadás 1943. febr. 18-án. Budapest : Hungária Ny., 1943. 26 p.
- Hivatali és ügyvédi bűntettek és vétségek. Budapest : Attila Ny, 1943. XVI, 149 p.
- A XVI–XVII. századi erdélyi büntetőjog vázlata. Degré Alajossal. (Bp., 1943)
- Szabadság és tekintély. Budapest : Hungária Ny., [1944]. 14 p.
- A csalás néhány különleges alakja. Budapest: Hungária,[1946] 14 p.
- Mancsurka emlékére : volt-van-lesz. Budapest : Kulcsár A. Kny., 1946. 55 p.
- Egyetmást a névtelen levelekről. Budapest : Hungária Ny., 1947. 11 p.
- Emlékbeszéd Serédi Jusztinián bíbornok-hercegprímás, akadémiánk fővédnöke és elnöke fölött : a Szent István Akadémia 1946. május 29-én tartott XXIX. ünnepi ülésén felolvasta Angyal Pál. Budapest : Stephaneum Ny., 1947. 8 p.

## Fordításai
- Az olasz büntetőtörvénykönyv. Ford., bev. Rácz Györggyel. (Bp., 1937).
- A dán büntetőtörvénykönyv. Budapest: Attila Ny., 1939. 112 p.
- A lengyel büntetőtörvénykönyv. Budapest: Attila Ny., 1940. 86 p.
- Az új dán sajtótörvény. Budapest: Attila Nyomda, 1940. 14 p.